# Fouad Bey Hamza
Fouad Bey Hamza (arabisch فؤاد حمزة) (* 1899  in ʿAbaih im Libanon; † 22. November 1952 in Beirut) war ein saudi-arabischer Diplomat.

## Leben
Fouad Hamza wurde in eine drusische Familie geboren.
Von 1928 bis 1933 war er Berater von Abd al-Aziz ibn Saud.
Am 13. Mai 1934 war Fuad Hamza Vertreter von Faisal ibn Abd al-Aziz. Als Außenminister bat er in einem Brief an den britischen Gesandten in Dschidda, Sir Andrew Ryan (1876–1949) um Verhandlungen über Grenzfragen mit dem Vereinigten Königreich.
1938 verhandelte der persönliche Sekretär von Abd al-Aziz ibn Saud, Sheik Yussuf Yassin al-Hud, mit der Ferrostaal A.G. über die Lieferung von Waffen. Dem Unternehmen konnten weder wirtschaftliche noch politische Profitaussichten dargestellt werden, weshalb es zu keinem Vertragsabschluss kam. Dem Unternehmen Otto Wolff in Hamburg schlug al-Hud die Lieferung von 15000 Gewehren sowie das Einräumen eines langfristigen Kredites vor. In einem Memorandum vom 23. Juli 1938 des außenpolitischen Amtes der NSDAP wurde der Waffenhandel ob eines dadurch gesteigerten Einflusses des Deutschen Reiches befürwortet. Werner Otto von Hentig und Ernst Woermann führten wirtschaftliche und politische Gründe gegen die Waffenlieferungen an. Sie befürchteten, dass Abd al-Aziz ibn Saud wegen seiner Abhängigkeit vom britischen Imperium die Waffen schließlich gegen die Achsenmächte einsetzen werde. Vom 23. bis 27. August 1938 verhandelte Hamza im Reichsaußenministerium in Berlin. Eine Vermittlung von Waffen für den arabischen Aufstand durch Fu'ad Hamza wurde nicht realisiert, da Hamza von deutscher Seite unterstellt wurde, er würde der britischen Mandatsbehörde in Palästina über das Vorhaben berichten. Anfang 1939 war Fouad Bey Hamza als Gesandter von Faisal ibn Abd al-Aziz bei einer Palästinakonferenz, mit David Ben-Gurion bei St John Philby zum Essen eingeladen.
Mit dem irakischen Gesandten Tawfiq al-Suwaidi (1892–1968) wollte Hamza 1938 beim französischen Außenminister ein Ende des Völkerbundmandat für Syrien und Libanon thematisieren. Den so vorgetragenen Panarabismus wehrte dieser ab und behauptete dies sei eine Angelegenheit in den Grenzen Syriens.
Am 3. November 1939 legte Scheich Hamza bei Albert Lebrun sein Akkreditierungsschreiben als Gesandter von Abd al-Aziz ibn Saud vor. Schließlich führte er den Titel Ambassadeur du Royaume d'Arabie saoudienne à Vichy. Anfang 1947 war Scheich Hamza Gesandter von Abd al-Aziz ibn Saud bei Gesprächen zur Nachkriegsordnung des Nahen Osten bei James F. Byrnes in Washington, D.C.
Im April 1947 ernannte Abd al-Aziz ibn Saud Fuad zum saudi-arabischen Minister für Wirtschaftliche Entwicklung.

## Veröffentlichungen
- Fu'ad Hamza, al-Bildd al-'Arabiyya al-Su'udiyya, Mecca 1936;

| Vorgänger      | Amt                                                                       | Nachfolger                     |
| -------------- | ------------------------------------------------------------------------- | ------------------------------ |
| —              | Saudi-arabischer Botschafter in Frankreich 1939–1942                      | Medhat Sheikh el-Ard           |
| Assad Al-Faqih | Saudi-arabischer Botschafter in den Vereinigten Staaten Januar–April 1947 | Abdullah Al-Khayyal            |
| —              | Saudi-arabischen Minister für wirtschaftliche Entwicklung 1947–1952       | Khalid bin Muhammad Al-Qusaibi |